# Decarthron abnorme
Decarthron abnorme är en skalbaggsart som först beskrevs av Leconte 1849.  Decarthron abnorme ingår i släktet Decarthron och familjen kortvingar. Inga underarter finns listade i Catalogue of Life.